# Apantesis phalerata
Apantesis phalerata là một loài bướm đêm thuộc phân họ Arctiinae, họ Erebidae. Nó được tìm thấy ở Ontario, Quebec và Maine tới Florida, phía tây đến Texas, phía bắc đến South Dakota.
Sải cánh dài 30–42 mm. Con trưởng thành bay từ tháng 5 đến tháng 9 tùy theo địa điểm.
Ấu trùng ăn Trifolium, Spartina, Taraxacum, và Plantago cũng như các loại cây thấp khác.